# San Antonio del Estrecho
San Antonio del Estrecho, também conhecida como El Estrecho, é uma cidade às margens do rio Putumayo, capital do Distrito de Putumayo e da Província de Putumayo, pertencente à Região de Loreto, no Peru.